# Patrice de Mac Mahon
Marie Edmé Patrice Maurice de Mac Mahon, más conocido simplemente como Patrice de Mac Mahon, conde de Mac Mahon, duque de Magenta y mariscal de Francia (Sully, 13 de julio de 1808-Montcresson, 17 de octubre de 1893) fue un militar y político francés. Presidente de Francia, y el segundo de la Tercera República francesa, del 24 de mayo de 1873 al 30 de enero de 1879. Procedía de una familia de ascendencia irlandesa que emigró a Francia a finales del siglo XVII.

## Carrera militar

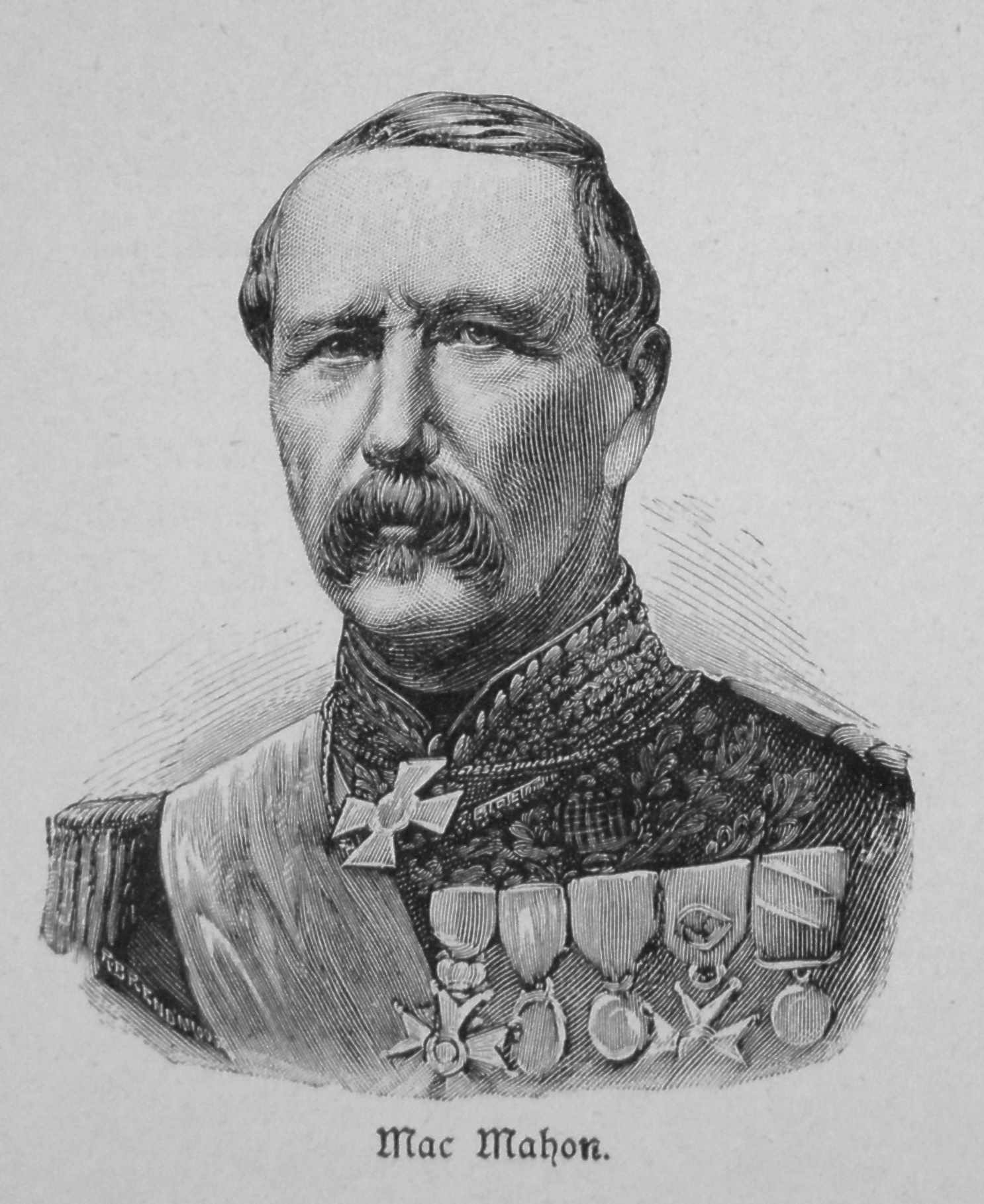
Patrice de Mac Mahon.

Una pequeña expedición al mando del mariscal MacMahon salió de Orán por mar y por tierra en enero de 1848 para tomar posesión de las Islas Chafarinas. Cuando llegaron los franceses, los españoles ya se habían apoderado de las islas en nombre de la reina Isabel II. 
Siendo ya general del ejército francés, su victoria en la batalla de Sebastopol en 1855 asegura la victoria final de los franceses y de sus aliados británicos en la guerra de Crimea. 
Durante la segunda guerra de Independencia de Italia, lleva las tropas de Francia y de Piamonte hacia la victoria en la batalla de Magenta, en 1859. Esa victoria le valdrá ser nombrado duque de Magenta y mariscal de Francia por el emperador Napoleón III.
Por sus éxitos en la guerra de conquista de Argelia, donde aplasta la resistencia de los bereberes de Cabilia, es nombrado gobernador de Argelia en 1864. Las críticas a su mala gestión le obligaron a presentar su dimisión ante el emperador en 1870. Sin embargo, el estallido de la guerra franco-prusiana en verano del mismo año hará que Napoleón III le requiera para asumir el mando del ejército francés. Después de sufrir varias derrotas en Alsacia, su fracaso en la batalla de Sedán conducirá a la capitulación de los franceses ante el rey de Prusia y futuro emperador de Alemania a partir de 1871,  Guillermo I, el 2 de septiembre de 1870.
Una vez proclamada la Tercera República Francesa, el presidente Adolphe Thiers encarga a Mac Mahon el mando de las tropas del gobierno llamado "de Versalles" al estallar la Comuna de París en marzo de 1871. Su represión de la sublevación popular será particularmente sangrienta: 30 000 muertos civiles, 38 000 personas encarceladas y 7 000 deportadas.

## Carrera política
Después del abandono de Thiers, Patrice de Mac Mahon es elegido presidente de la República el 24 de mayo de 1873. No ocultaba sus sentimientos monárquicos, y durante su presidencia fomentó la creación de gobiernos conservadores y restauracionistas sin contar con el apoyo de la asamblea nacional, por lo que la crisis constitucional y el bloqueo de las instituciones eran constantes. Mientras la Francia rural le admiraba por su pasado militar, el descontento aumentaba en París y en las grandes ciudades por la represión ejercida contra la prensa y los círculos republicanos.
Con el apoyo del Senado, Mac Mahon decretó la disolución de la cámara baja en 1876, esperando conseguir una mayoría que le fuese más favorable. Pero el resultado de las elecciones se volvió en su contra y la izquierda ganó con aplastante mayoría (335 escaños frente a 198 antirrepublicanos). Ignorando el resultado de la consulta popular, Mac Mahon intentó imponer un gobierno conservador pero no pudo evitar la formación de un gobierno republicano liderado por Jules Dufaure. Cuando en las elecciones de 1879 la izquierda ganó la mayoría de los escaños del senado, Mac Mahon dimitió. El republicano Jules Grévy le sucede en la presidencia del Estado.
Patrice de Mac Mahon permaneció retirado de la vida política hasta su muerte, en 1893.